# Рурорт

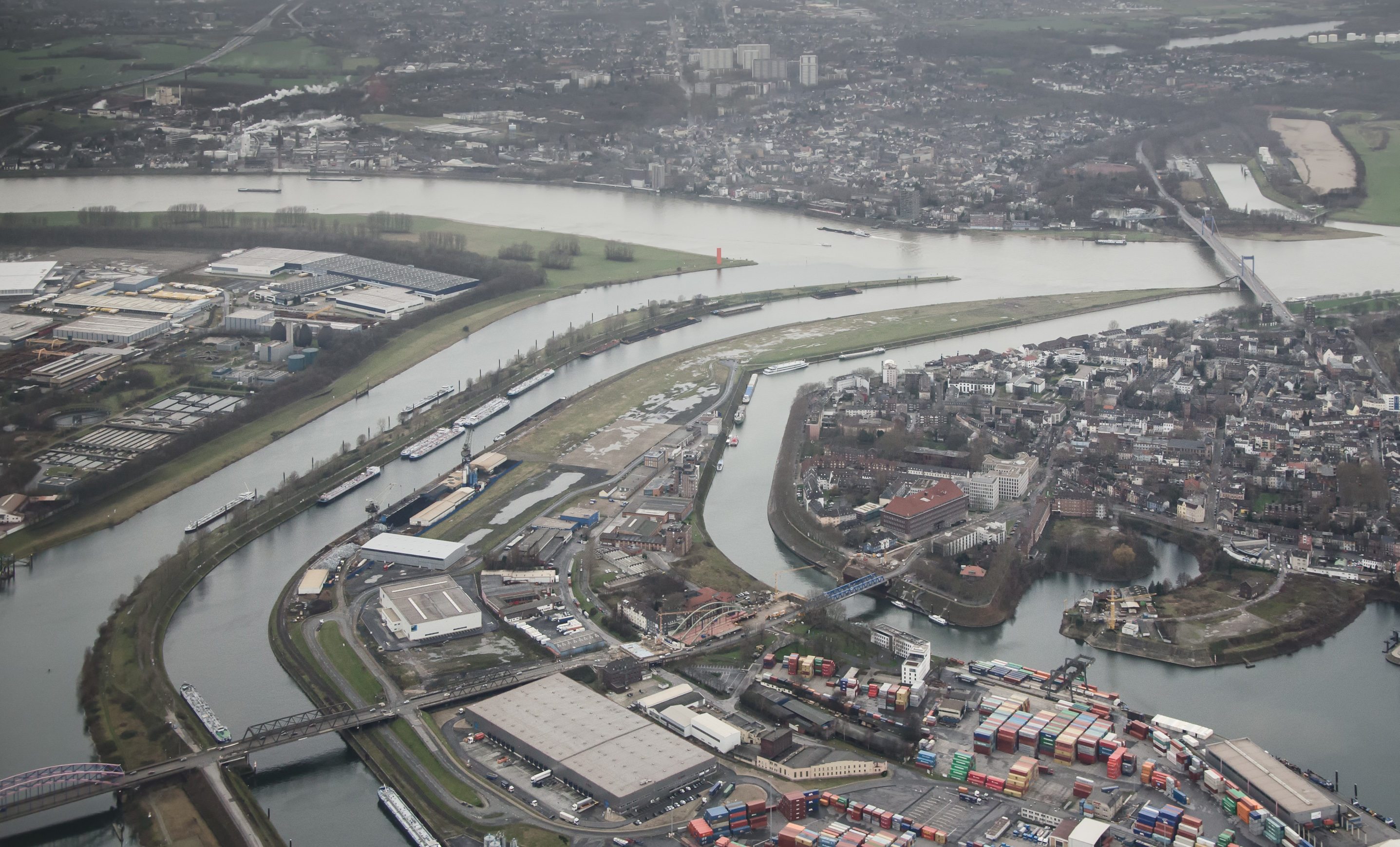
Гавань Рурорта у 2014 році

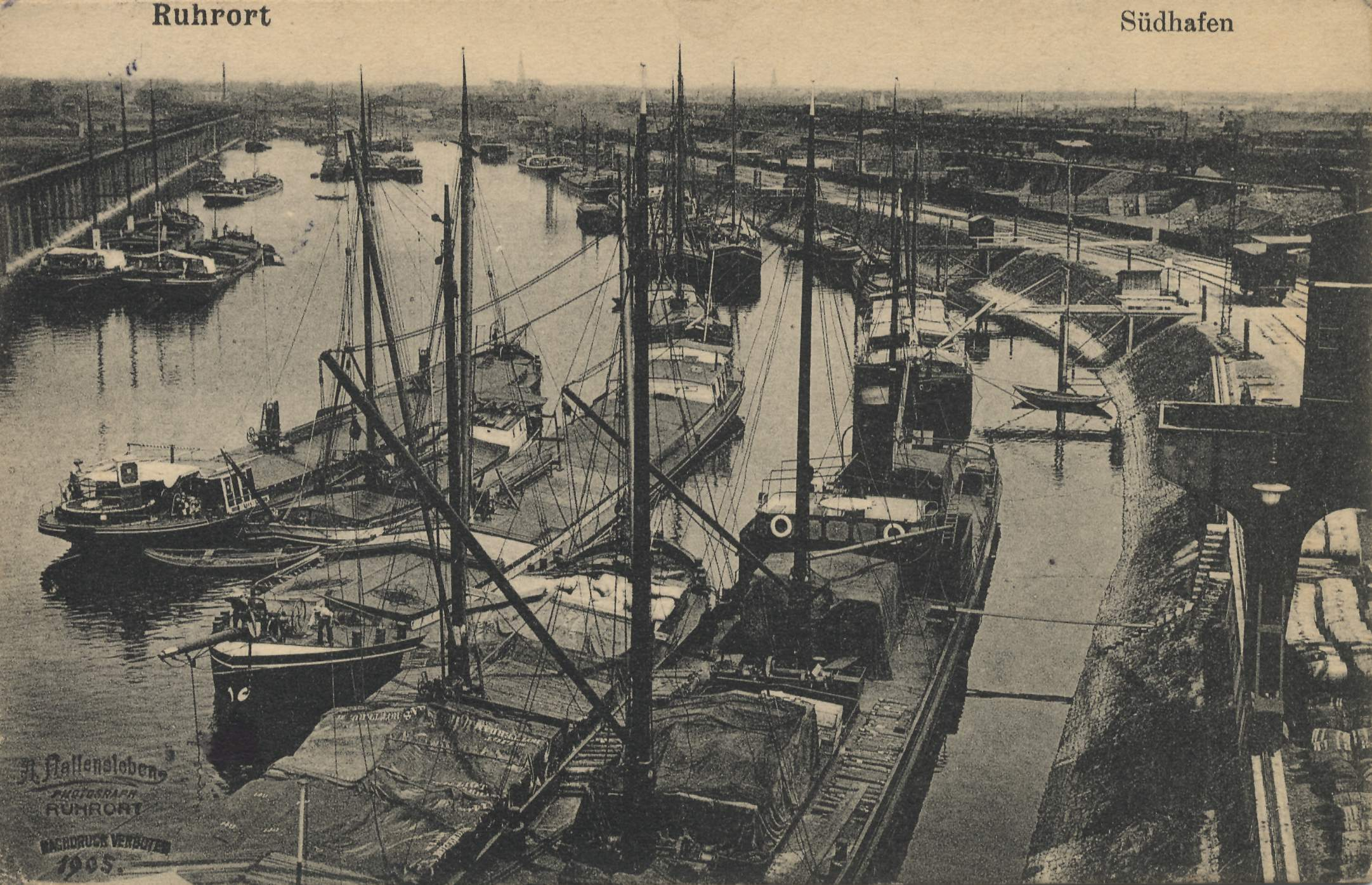
Південна гавань Рурорта в 1905 році

Рурорт (Ruhrort) — частина району Гомберг/Рурорт/Берль німецького міста Дуйсбурґ, що розташована на північ від злиття річок Руру та Рейну, у західній частині Рурського регіону. Рурорт має найбільшу річкову гавань у світі з причалами, що простягаються вздовж річки майже на 40 кілометрів, і це головний внутрішній морський порт у Німеччині.

## Історія
Рурорт був заснований у 1371 році як митниця та отримав статус міста у 1551 році. Завдяки зручному розташуванню на межі з'єднання двох важливих водних шляхів до 1665 року було створено судноплавну гільдію та гавань,  насамперед, для торгівлі вугіллям із шахт Рурської долини. Гавань постійно конкурувала з гаванню Дуйсбурґа, яка була розташована всього в 3 кілометрах на південь.
У 1701 році місто перейшло до Пруссії і уряд, який взяв контроль над гаванню до 1766 року, поступово розширював доки та причали. Коли Köln-Mindener Eisenbahn побудував свою залізницю через сусідні міста Дуйсбурґ і Обергаузен, то з'єднав Рурорт зі своєю мережею колій в 1848 році та побудував  залізничний порт («Eisenbahnhafen»), щоб доставити свої поїзди до районів на захід від Рейну паромами. Протягом 1860-х років були побудовані величезні північний і південний порти («Nordhafen» і «Südhafen»).
Це ідеальне транспортне сполучення сприяло побудові металургійного заводу на північний схід від залізничної станції. Незважаючи на те, що для нових потужностей було потрібно багато нових працівників, Рурорт не дуже розрісся. Це було пов'язано з тим, що місто було оточене водою з трьох боків, а його розширення на північний схід було перекрито залізницею та новою промисловістю. Таким чином, чисельність населення майже постійно залишалася між 8000 і 10000 протягом цих років.
На початку 20-го століття сусіднє село Беек було включено до Рурорта, а вже через два роки, у 1905 році, з розширенням міста Дуйсбурґ, Рурорт разом із містами Майдеріх, Марксло та Гамборн, населення яких становило приблизно 200 000 осіб, ввійшли до його складу.
Після злиття міст було вирішено, що гавань Рурорта слід розширити, щоб приєднатися до нового каналу від Дуйсбурґа до Герне і далі до Дортмунда та Північного моря. У 1908 році доки A, B і C були завершені на схід від існуючої гавані, а велика залізнична станція була побудована на півночі. Гавань досягла тих розмірів, які зберігає до сьогодні. Будучи важливою транспортною ланкою, Рурорт зазнав сильних бомбардувань під час Другої світової війни.
У 21 столітті Рурорт став основним пунктом призначення контейнерних поїздів із Китаю. Згідно звіту за 2018 рік, це або пункт призначення, або один із пунктів призначення приблизно 80 % усіх прямих вантажних поїздів Китай-Західна Європа.

## Економіка
- Основним роботодавцем у Рурорті все ще є порт і компанії, що там працюють. Близько 17 000 людей прямо чи опосередковано працюють у галузі логістики.
- Незважаючи на те, що печі металургійного заводу давно зруйновані, Mittal Steel все ще керує кисневим сталеливарним заводом у Рурорті.
- Штаб-квартира торгової компанії Haniel розташована в Рурорті.

## Демографія
Сьогодні Рурорт має 5467 жителів (станом на 1 вересня 2004 року), 806 з яких мають іноземне походження, переважно з Південної Європи та Близького Сходу.

## Пам'ятки
В Рурорті знаходиться  Німецький музей внутрішніх водних шляхів (Museum der deutschen Binnenschifffahrt), який розташований у старій будівлі пристані. Відвідувачі також можуть сісти на одне з екскурсійних суден, щоб побачити, що за лаштунками гавані. Прогулянка по набережній досить популярна як серед туристів, так і серед місцевих жителів. Сьогодні Рурорт позбавлений брудного повітря портового району, з вузькими вуличками, невеликими парками та кількома прекрасними кафе.

## Громадський транспорт
Громадський транспорт у Рурорті забезпечується «Duisburger Verkehrsgesellschaft» («DVG»), яка керує однією трамвайною лінією (маршрут 901) і кількома автобусними лініями, що сполучають інші частини міста. Станція Duisburg-Ruhrort, яка розташована на північ від центральної частини Рурорта, наразі обслуговується лише приміською лінією до Обергаузена, якою керує приватна компанія «Prignitzer Eisenbahn».